# 灣區鞭擊金屬

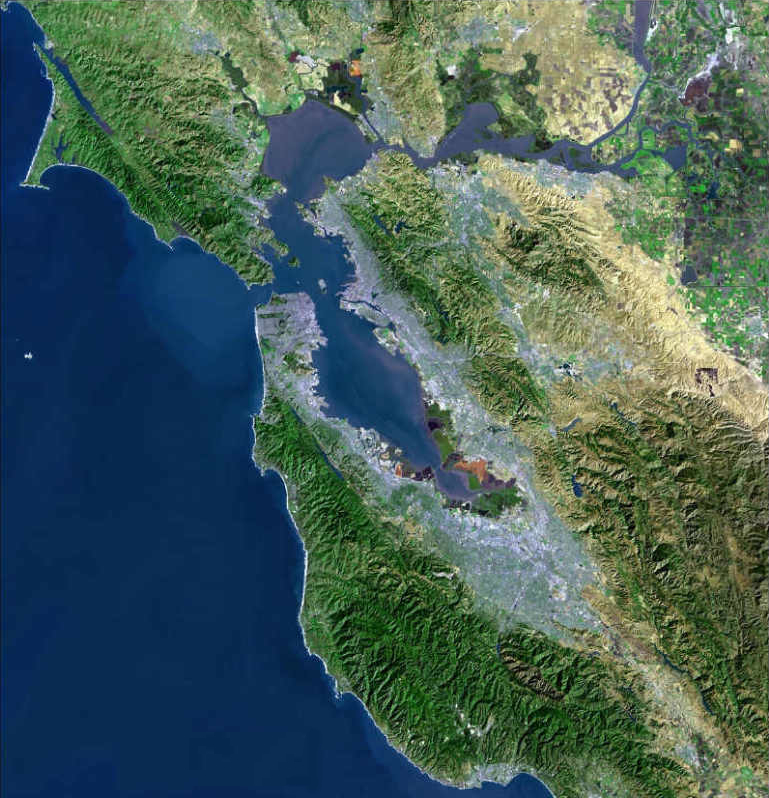
灣區鞭擊金屬的分佈範圍：美國舊金山灣區。

灣區鞭擊金屬（英語：Bay Area thrash metal），或稱灣區鞭金（英語：Bay Area thrash），指的是1980年代眾多發跡於美國加州舊金山灣區並且獲得國際知名度的重金屬樂團，其中獲得最大商業成功的是金屬製品。其與佛羅里達州坦帕的佛州死亡金屬同樣是公認美國鞭擊金屬與死亡金屬發源地。

## 歷史

### 出埃及樂團與金屬製品
灣區鞭擊金屬的形成最早可追溯至1979年組成的出埃及，待樂團在1985年發行首張錄音室專輯的時候，已經輪替了六位吉他手和兩位貝斯手，其中一些樂手在離開後陸續加入或組建其他當地的鞭擊金屬樂團，並在往後取得不同程度的成功。而發跡於洛杉磯的金屬製品在1981年底剛成立時、成員還沒找齊的時期，其鼓手拉爾斯·烏爾里希就向金屬刀唱片的老闆布萊恩·斯拉格爾毛逐自薦，因此獲得在該公司合輯《金屬大屠殺》中收進一首歌曲的機會。與此同時，出埃及也發表了第一張試聽帶，當時陣容中的創始成員之一，擔任主音吉他手的柯克·哈米特將會在一年半後加入金屬製品。1982年11月29日，出埃及在舊金山的老華爾道夫俱樂部舉行演唱會，當天的暖場團正是金屬製品。
雖然金屬製品是在洛杉磯成立的，但他們為了爭取貝斯手克利夫·伯頓點頭加入，便在1983年2月15日配合他的要求搬到舊金山灣區。當時金屬製品的鼓手拉爾斯·烏爾里希、主唱兼節奏吉他手詹姆斯·海特菲爾德、貝斯手克利夫·伯頓和主音吉他手戴夫·馬斯泰恩一同搬進艾爾賽里托市的一棟房子，靠近奧爾巴尼山，該棟房屋原本是由出埃及經紀人馬克·惠特克承租的。1983年4月11日，出埃及成員柯克·哈米特取代了戴夫·馬斯泰恩的主音吉他手位置，才形成金屬製品首張專輯《殺無赦》的陣容。而戴夫·馬斯泰恩則負氣回到洛杉磯，組建了另一支日後同樣聲名大噪的鞭擊金屬樂團麥加帝斯。
金屬製品與百萬大軍唱片簽約，發行《殺無赦》（1983年）和《風馳電掣》（1984年）。之後金屬製品與厄勒克特拉唱片簽約，發行《傀儡之王》（1986年）。金屬製品發行前三張專輯期間，都是在艾爾賽里托市的那棟房子裡寫歌和練團。

### 當地樂團之間的交流圈

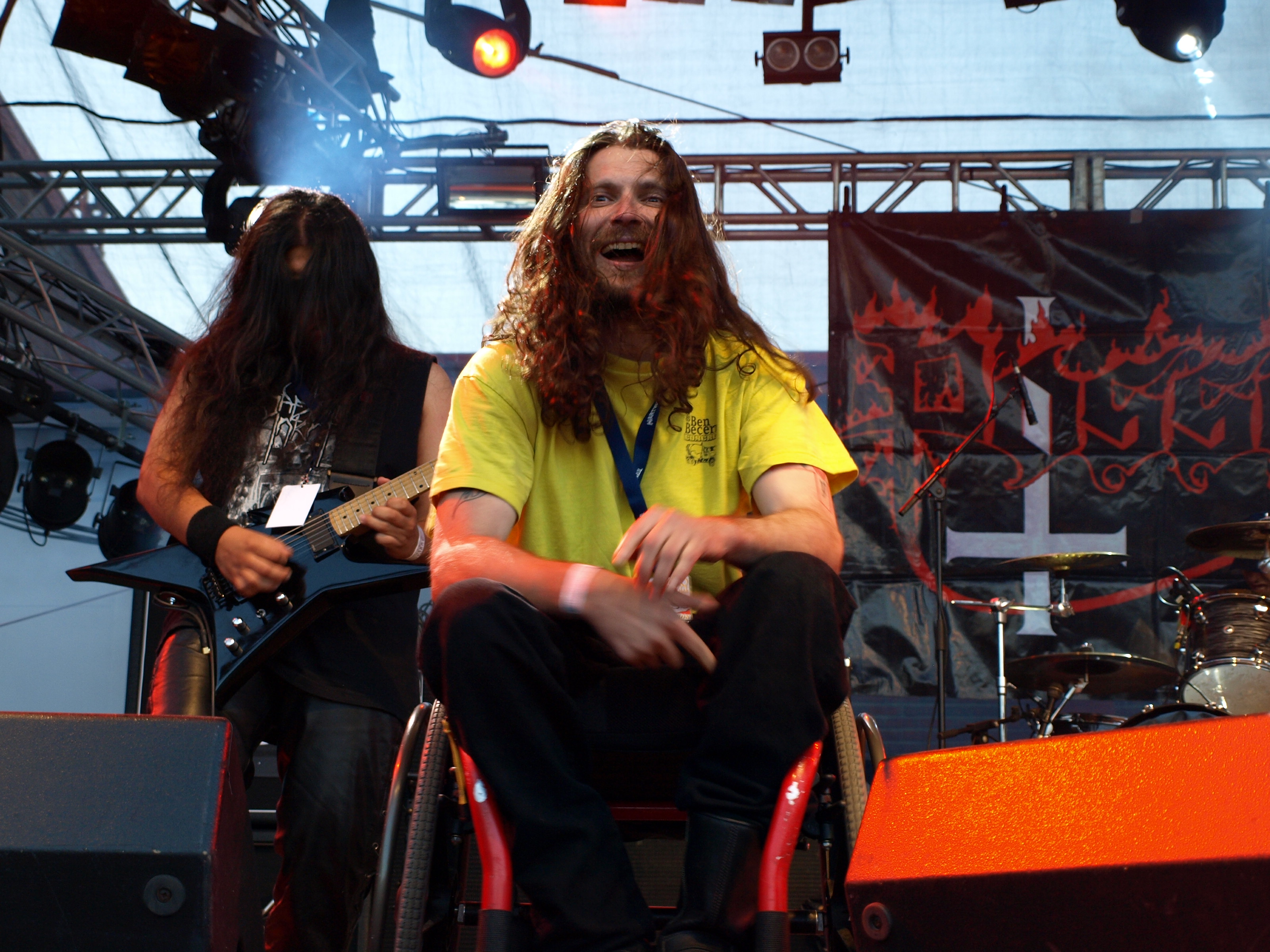
附魔者主唱兼貝斯手傑夫·貝契拉，他於1989年遭遇搶劫並身中兩槍，導致腰部以下癱瘓，終身只能坐輪椅。

克利夫·伯頓和柯克·哈米特與當地樂團的友誼，對身處地下樂界的鞭擊金屬發展具有推波助瀾的作用，比較知名的包括列治文的出埃及、柏克萊的聖約與戴利城的死亡天使等樂團，他們促成當時樂團密集的巡迴演出以及交換錄音帶風潮，使許多鞭擊金屬樂團的知名度跨越國界及海洋，最後並獲得唱片合約。
來自愛索布倫鎮的附魔者，在1985年發行的首張專輯《七教會》，成為這個音樂流派的轉捩點。因為專輯採用大量的「獸吼」唱腔、恐怖氛圍以及神秘學的主題，從而被認為是第一張從鞭擊金屬轉變成死亡金屬的專輯。它除了啟發黑金屬的誕生之外，這張專輯也先於其他對鞭擊金屬和死亡金屬有影響力的專輯更早問世，例如洛杉磯超級殺手的《血之王朝》（1986年）和佛州奧蘭多死神的《腥風血雨》（1987年）。
附魔者的主唱兼貝斯手傑夫·貝契拉及吉他手賴瑞·拉倫德，也與灣區其他樂手們交情匪淺，形成一個巨大的社交生活圈，他們兩人還曾經短暫的在速度金屬樂團暴雪中演奏過。出埃及的前任貝斯手卡爾頓·麥爾森和褻瀆樂團吉他手丹尼·波蘭、附魔者的前任鼓手麥可·蘇斯與前任貝斯手鮑勃·尤斯特同樣也參與過暴雪。出埃及另一位前任貝斯手傑夫·安德魯同時也是附魔者的創始成員，他在1983年退出後，由傑夫·貝契拉取代了附魔者的貝斯位置，並兼任主唱。
在附魔者第一次解散後，賴瑞·拉倫德加入了盲目幻覺，該陣容還包括出埃及的前任吉他手艾文·麥卡斯基與提姆·亞涅洛，以及異類的貝斯手馬克·比德曼與主唱大衛·懷特，鼓手則是暴雪的前成員麥可·米納。盲目幻覺的創始成員萊斯·克萊普爾是柯克·哈米特的高中同學，1986年克利夫·伯頓在瑞典巡演途中車禍身亡之後，柯克·哈米特曾鼓勵萊斯前去面試金屬製品的貝斯手，不過最終他沒有被選上。

### 與其他地區及死亡金屬的交流

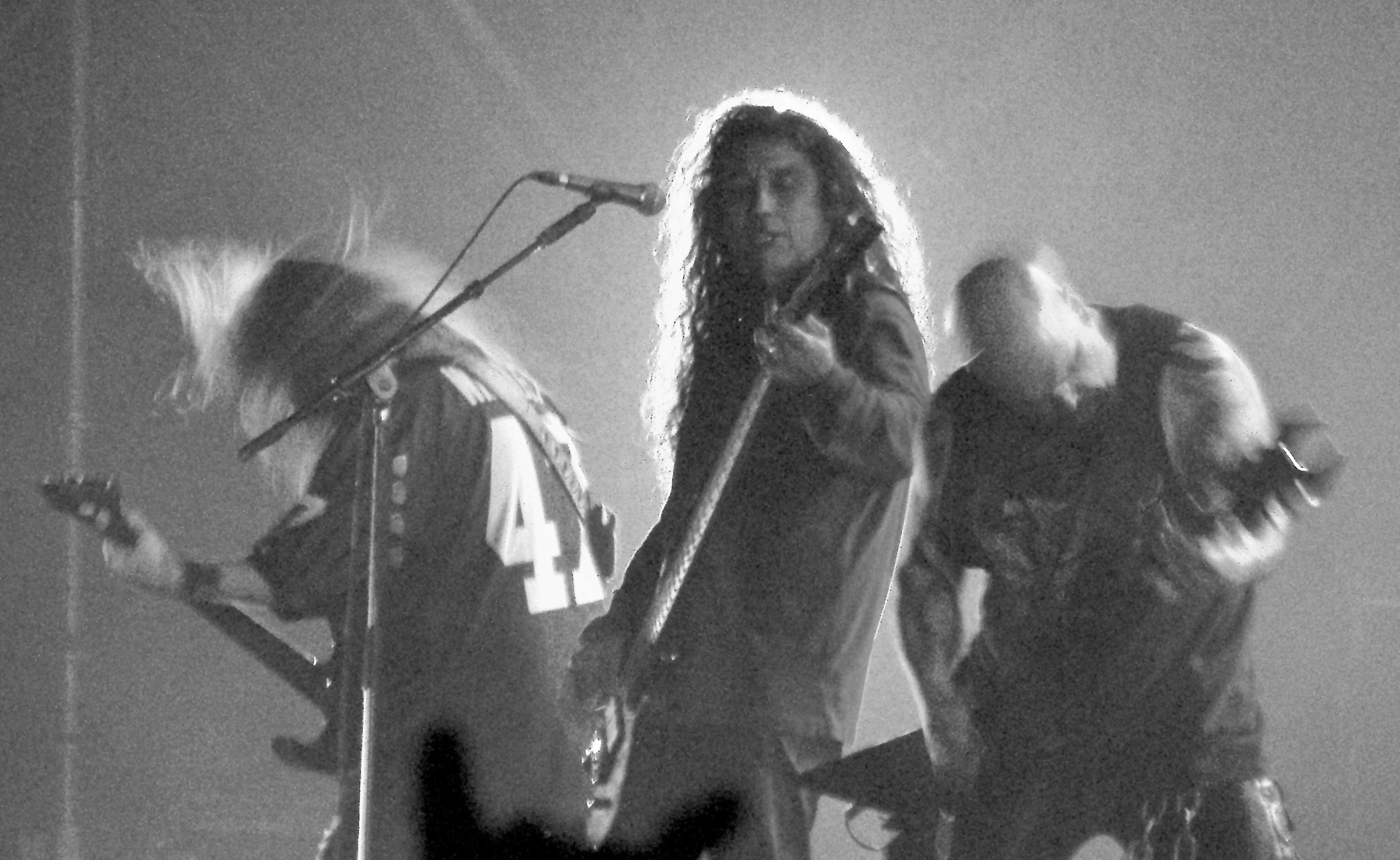
圖為超級殺手吉他手傑夫·漢尼曼、主唱兼貝斯手湯姆．阿拉亞與吉他手凱瑞·金在2007年法國地獄盛宴音樂節的演出。雖然超級殺手不是灣區的樂團，但他們早年就與同在洛杉磯的麥加帝斯成為重要鞭金樂團之一，與灣區的鞭金音樂界同步發展著。

南加州的重金屬音樂在1980年代之後取得重要地位，以當地為活動大本營的超級殺手和麥加帝斯是「鞭擊金屬四巨頭」（有時稱作四大鞭）中的兩個巨頭。然而，在1980年代中期至1990年初期這段時間，華麗金屬在洛杉磯大行其道，崛起的樂團包括克魯小丑、鼠王、白人盎格魯及悄聲暴動等。大部分的新樂團都在模仿上述樂團，只以華麗金屬為目標，成為當地重型音樂的主要潮流。
儘管如此，超級殺手和麥加帝斯都在舊金山灣區、包括柏克萊地區獲得認可與知名度。1984至1985年間，超級殺手的吉他手凱瑞·金曾支援麥加帝斯五次演出。另一位吉他手傑夫·漢尼曼則是在灣區的奧克蘭出生長大的。1992年，前禁令樂團鼓手保羅·波斯塔夫取代戴夫·隆巴多成為超級殺手的正式成員，他後來成為出埃及和聖約的鼓手。同樣的，戴夫·隆巴多在2004年重返超級殺手之前，曾在聖約的專輯《風雲會》中演奏過。
在1987年解散褻瀆樂團之前（其特點是由許多附魔者的主要成員組成），來自康科德的鼓手克里斯·賴弗特經常是他們的演出嘉賓。同時在此之前，克里斯·賴弗特也一直是「死亡金屬之父」查克·舒爾迪那的熟識好友。1985年，查克·舒爾迪那將他的樂團死神從佛羅里達州轉移到克里斯·賴弗特的家鄉舊金山灣區，並重新招募了陣容。查克·舒爾迪那因為注意到北加州的鞭擊金屬正蓬勃發展，因此做了這個決定。他招募了大爛人的鼓手艾瑞克·布萊希特，他與查克·舒爾迪那短暫合作後，改為加入態度矯正。也因此克里斯·賴弗特接替他成為死神的正式鼓手，隨後他們與戰鬥唱片簽約，發行了首張專輯《腥風血雨》出道，這與附魔者的首張專輯《七教會》被視為區分鞭擊金屬與死亡金屬的重要作品之一，這兩張專輯都是由藍迪·伯恩斯擔任製作人。
1987年8月，查克·舒爾迪那在《腥風血雨》發行之後，將死神的根據地搬回了佛羅里達州，而克里斯·賴弗特則成立自己的樂團驗屍人，這支樂團也在日後成為影響死亡金屬甚鉅的重要樂團之一。驗屍人於1989年4月發行首張專輯《讓你活不成》，支援該專輯貝斯彈奏的是史蒂夫·迪喬治，他先前在灣區安提阿克成立了鞭擊金屬樂團攻擊，查克·舒爾迪那在灣區活動的時期也與他相識，之後在死神的專輯《人性》和《自我意識》中，所有的貝斯都是由史蒂夫·迪喬治彈奏。而克里斯·賴弗特對死亡金屬的影響力在1992年的專輯《驚世駭俗》中更進一步，其中的貝斯手喬許·巴羅恩也在紐約死亡金屬樂團窒息煉獄的專輯《被遺忘的肖像》中彈奏，該專輯是死亡金屬最初的經典作品之一。

## 主要的音樂特徵

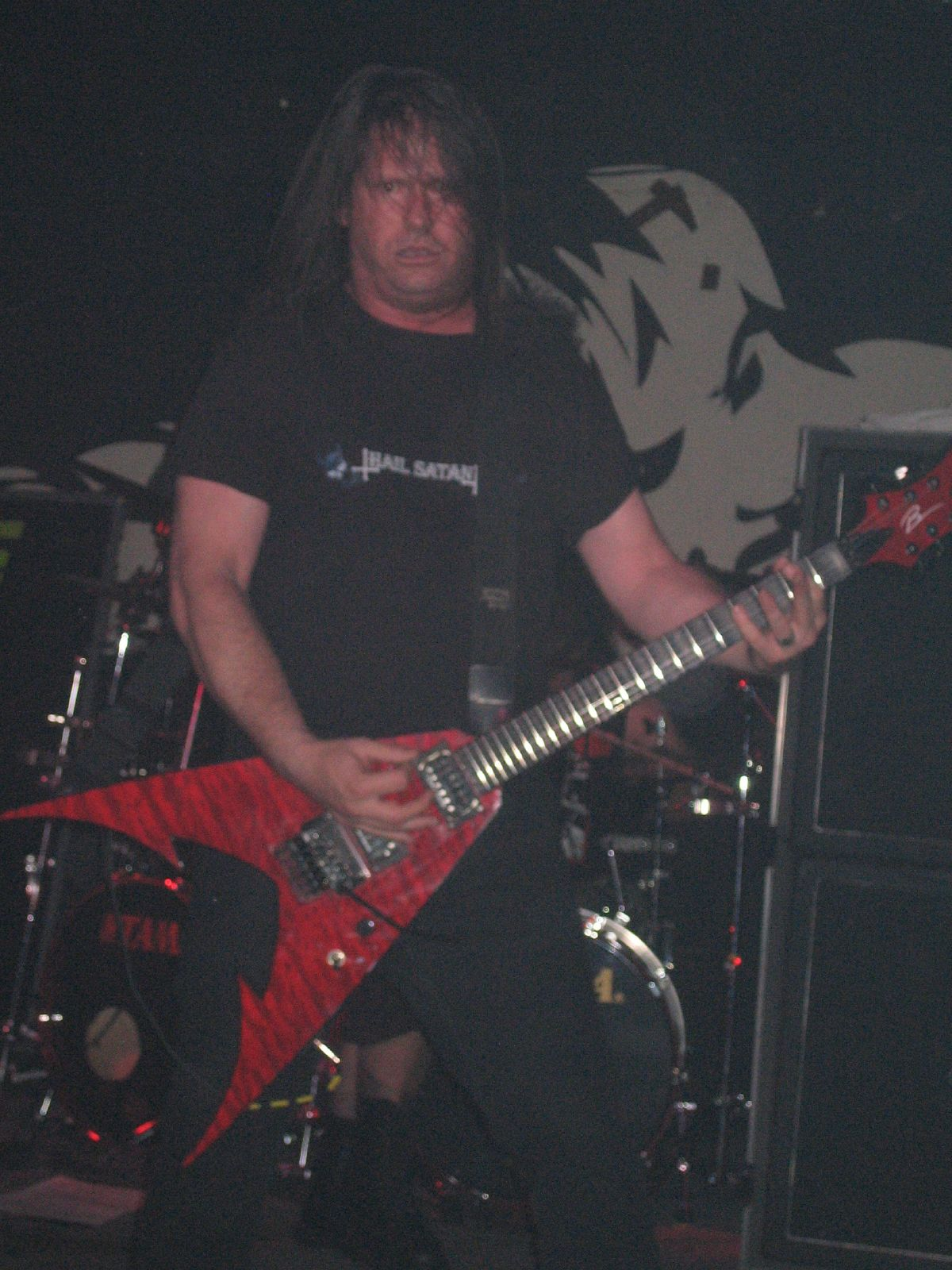
出埃及 (美國樂團)吉他手和詞曲作者蓋瑞·霍特在2005年的演出。

### 影響
1980年代後，隨著鞭擊金屬在世界各地的發展，每一個地區都有自己獨特的風格和影響力。
相較於其他地區的鞭擊金屬音樂圈，灣區鞭擊金屬自一開始便從英國重金屬新浪潮借鑒了許多元素，關於這點可以從旋律性、主唱充滿力量的強悍風格，以及雙吉他編制中清楚的發現。早期的龐克搖滾對他們也具有重要的影響力，但是沒有像紐約或德國那樣的明顯。出埃及吉他手和詞曲作者蓋瑞·霍特曾提到，他當年在舊金山大學的學生電台KUSF節目中，認識了許多英國重金屬新浪潮的代表性樂團，包括潘朵拉之虎、鑽石頭、天使女巫、毒液和虎皮鸚鵡。金屬製品的柯克·哈米特、詹姆斯·海特菲爾德和拉爾斯·烏爾里希也表示，鐵娘子、鑽石頭、毒液和虎皮鸚鵡都帶來了重要影響，而龐克搖滾樂團如雷蒙斯、性手槍、局外人、GBH和宣洩樂團也有舉足輕重的影響力。金屬製品的《殺光他們》和出埃及的《歃血為盟》都是反映出英國重金屬新浪潮和龐克搖滾交互衝擊下的作品，這兩張專輯也使得灣區鞭擊金屬開始受到外界注目。
1980年代中期，灣區鞭擊金屬的風格發生了變化。各樂團開始追求高超的演奏技術（特別是電吉他）。第二波打響名聲的樂團包括聖約、死亡天使、禁令樂團及異類等，他們的鞭擊金屬風格與前輩們不同，採用篇幅更長、更悅耳、更有節奏感、結構更複雜的歌曲，並常用新古典風格的雙吉他來推升戲劇性張力。除了前衛搖滾的顯著影響，同時也運用更多英國重金屬新浪潮的唱腔以及旋律。而先前對灣區鞭擊金屬有重要影響的龐克搖滾元素則已不復見。到1980年代末期，許多灣區的鞭擊金屬，包括聖約、死亡天使、出埃及，尤其是金屬製品等，都陸續在商業市場上獲得亮眼的唱片銷量，使灣區鞭擊金屬開始更加多元化。當地大部分樂團便以第二波樂團潮的風格為基礎，他們更加偏重技術取向，增添更多前衛搖滾的風格。
其他樂團，例如態度矯正，則採用更多硬核龐克的特點，他們有許多成員是來自不可知論前線、大爛人和墨菲定律的陣容裡。當時在柏克萊地區的許多表演場地，硬核龐克的勢力更是壓過了重金屬音樂。態度矯正發展為跨界鞭擊金屬的風格，成為輾核的前身，將會影響後來子類別中的許多樂團，例如英國的死亡汽油彈，他們後來在專輯《領袖不追隨任何人：第二章》裡翻唱態度矯正的〈吸毒者〉和鬼兔的〈仇恨、恐懼與權力〉（巧合的是，鬼兔在1986年錄製的原始錄音帶中，鼓手正是態度矯正的艾瑞克·布萊希特）。鬼兔發跡於橘郡，與舊金山灣區的鞭擊金屬界有許多關聯，例如他們曾在柏克萊開過演唱會。而在鬼兔過去的陣容中，主唱保羅·巴洛夫曾是出埃及和異類的成員，貝斯手榮恩·麥克福尼最早是金屬製品的第一任貝斯手。
在長島出生的多樂器演奏家喬·沙翠亞尼於1978年搬遷到灣區的柏克萊，並一直擔任吉他教師。他主要是受到藍調搖滾的影響，所以剛開始並未從事重金屬音樂的活動。他有許多學生後來都在灣區鞭擊金屬的舞台上成為知名吉他手，包括出埃及／金屬製品的柯克·哈米特、附魔者的賴瑞·拉倫德、聖約的亞歷克斯·斯科爾尼克、出埃及的瑞克·亨諾爾、爆衝火箭的菲爾·科特內和T型車的傑夫·泰森。喬·沙翠亞尼在1987年還擔任附魔者迷你專輯《恐怖之眼》的唱片製作人。
附魔者的傑夫·貝契拉曾透露，出埃及、毒液和摩托頭是他的靈感來源，並表示摩托頭的主唱兼貝斯手萊米對他具有最大的影響力。雖然美國線上音樂資料庫Allmusic認為，附魔者1985年的首張專輯《七教會》歸功於超級殺手1983年首張專輯《毫不留情》的音樂影響，在《毫不留情》發行不久之後，附魔者的成員便開始為他們的試聽帶和首張專輯進行創作。然而，附魔者的前成員、在第一張試聽帶中彈奏吉他的布萊恩·蒙坦拿解釋說，吉他手麥可·托拉諾曾經希望擁有一個「超級殺手式的全套配備」（當時超級殺手的舞台特色包括驚悚妝容、皮衣皮褲，五角星和逆十字等），布萊恩·蒙坦拿拒絕了這個主意，他認為樂團一昧模仿是不好的。他也表示，除了早期的出埃及以外，鐵娘子、猶大祭司、英格威·瑪姆斯汀和喬·沙翠亞尼都對他們有影響力。

### 形象、主題、理念與生活方式
關於重金屬音樂和形象，攻擊的創始成員史蒂夫·迪喬治解釋說：
| “ | 當年在高中的時候，如果你正在玩任何不適合跳舞的音樂，或是一些真的非常小眾的音樂——你應該懂我意思，像是搖滾樂、硬式搖滾或重金屬音樂，任何類似的音樂——那你的裝扮最好看起來跟那種音樂一樣，你必須看起來像個不好惹的傢伙，但事實上我們其實跟一般的男孩沒兩樣。這並不是為了標新立異或是想改變他人的看法，因為我們在聽的那些樂團、我們崇拜的樂手們都是這麼做的。我們如果穿得跟一般人一樣，就會渾身不對勁。所以我認為大概就這樣，因為我們正在尋找一種極端的風格、一種生活方式、一種形象和態度，而其實這些東西其他人根本完全不在乎，只有我們非常熱衷於此。接著呢，我們逐漸形成了一股風潮，整個灣區都是玩鞭擊金屬的小夥子。 | ” |

關於樂團標誌，許多較早成立的樂團是使用固定的字型來設計，而後來在灣區發跡的許多樂團都是自己動手繪製的。而在作品的封面上，他們會請專業的插畫家來設計，最著名的插畫家是愛德華·雷普卡，附魔者的《渾沌之門》、極惡暴徒的《無盡夢魘》、生存聖戰的《社會體制下的產品》和死神的《腥風血雨》都是他所設計的。
歌詞主題通常涉及神秘、恐怖、死亡、巫術、戰爭、破壞、暴力、天啟、叛亂和暴政。不過，另一些樂團的歌詞是關注於當下社會中的負面問題。金屬製品在〈傀儡之王〉中描寫了毒品問題，歌曲中的一些短語是關於古柯鹼。1982年至1990年，美國許多大型城市爆發了古柯鹼氾濫潮，特別是影響了舊金山灣區。
戴夫·馬斯泰恩與灣區的關聯僅限於艾爾賽里托市，1982年底至1983年初，他與金屬製品一同在此地活動，以及後來一些麥加帝斯的演唱會。此外，麥加帝斯的命名由來也與灣區有淵源，當他在紐約被金屬製品開除、搭乘灰狗巴士回洛杉磯的途中，他在座椅上發現一本加州聯邦參議員阿蘭·克蘭斯頓的小冊子，上面寫了一段句子：「大規模殺傷性武器庫（英語：The arsenal of megadeath）」，這個短語成為樂團的名稱由來。而阿蘭·克蘭斯頓正是出生於舊金山灣區的帕羅奧圖。阿蘭·克蘭斯頓在那本小冊子中闡述關於核裁軍與冷戰時期的主題，這兩個熱門的政治話題後來成為麥加帝斯第二張專輯《出賣和平，有人要嗎？》中的焦點。
在現場表演中，出埃及的成員對洛杉磯流行的華麗金屬感到非常不屑，他們認為華麗金屬樂團都是「裝模作樣的人」，於是「殺光那些裝模作樣的人」成為他們表演時的口頭禪。吉他手蓋瑞·霍特回憶說，他和主唱保羅·巴洛夫只要遇到穿著克魯小丑或鼠王等樂團T恤的人，就會用折疊刀把他們的衣服割破，然後把割下來的布料綁在手腕上，當作「榮譽徽章」。雖然蓋瑞·霍特後來承認自己喜歡鼠王的音樂（他當時與吉他手李·阿爾特斯一起表態），但他仍然批評了華麗金屬以外型為導向的膚淺心態，並表示出埃及和其他鞭擊金屬樂團「著重於音樂、技術、歌曲創作和現場演奏的能力，這才是做音樂的正確態度」。

## 衰退

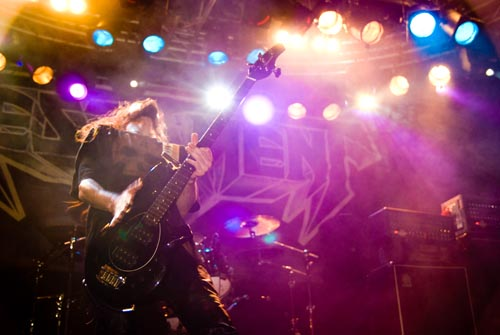
2007年，聖約貝斯手格雷格·克里斯蒂安的表演。

在1990年代初期，因另類搖滾與油漬搖滾的崛起，導致鞭擊金屬的市場榮景不再。灣區的鞭擊金屬幾乎消失殆盡，許多樂團解散、或是中止活動。另外一些則不再演奏鞭擊金屬，冒險改變了音樂風格，朝著更商業化或是更容易被大眾所接受的方向前進。
以奧克蘭的鞭擊金屬樂團極惡暴徒為例，解散後主奏吉他手羅柏·費林成立了機械頭並兼任主唱，這支樂團後來大力推動了後鞭擊流派：蠱戮金屬的崛起。曾經是禁令樂團成員的羅柏·費林找來態度矯正的克里斯·康托斯擔任機械頭鼓手，另一位機械頭吉他手菲爾·德梅爾則曾經和羅柏·費林一起待過極惡暴徒。歌手史提弗·埃斯基維爾也和羅柏·費林走上類似的道路，他在1993年離開了生存聖戰，1994年成立自己的蠱戮金屬／新金屬樂團實驗皮囊。
附魔者在第一次解散後，主唱兼貝斯手傑夫·貝契拉於1989年遭遇搶劫並身中兩槍，導致腰部以下癱瘓，只能在輪椅上生活。此外，麥可·托拉諾在1990年重組了附魔者後，因成員衝突導致再度解散。
2008年的紀錄片《領略鞭金》中，探討諸神之戰巡演後，油漬搖滾崛起導致鞭擊金屬沉寂的故事。1990年代時，幾乎每支在歐洲巡演的鞭擊金屬樂團都是1980年代的老樂團了。1991年，當時仍不具知名度的愛麗絲囚徒在北美擔任死亡天使的暖場團，巡演期間，死亡天使的巴士在亞利桑那州遇上嚴重車禍，導致其鼓手安迪·加龍嚴重受傷，需要一年多的時間才能康復。事故發生後，樂團所屬的格芬唱片公司和經紀人施加壓力，要求樂團立刻另請一位鼓手接棒，在樂團拒絕這項要求後，格芬唱片公司將死亡天使解約，主唱馬克·奧斯格退出樂團，導致死亡天使在1992年解散。與此同時，格芬唱片公司成立子公司DGC唱片，簽下了超脫樂團。超脫樂團與愛麗絲囚徒、珍珠果醬、聲音花園共同掀起了油漬搖滾的風潮，獲得國際聲譽。1991年9月，在超脫樂團的《從不介意》奪下美國告示牌二百強專輯榜冠軍後，出埃及遭到國會唱片公司解約，面對不斷變遷的音樂市場，出埃及在1993年中止了活動。
儘管陣容和簽約廠牌一直在變，但是聖約設法透過歐洲巡迴，希望能在國外建立一個新的樂迷基礎，來對抗鞭擊金屬消沉的時期。攻擊的貝斯手史蒂夫·迪喬治和來自佛羅里達州的吉他手詹姆斯·墨菲（這兩人都是死神的主要前成員）加入了聖約。然而，詹姆斯·墨菲在1999年診斷出罹患腦腫瘤後離開聖約。在油漬搖滾大行其道之後，另類搖滾、另類金屬、新金屬、饒舌金屬、饒舌搖滾、嘻哈音樂和男子音樂組合也開始輪流稱霸全球的音樂市場。美國音樂電視頻道MTV的招牌金屬樂節目《甩頭客舞廳》，曾經在1980年代末期至1990年代早期播放了許多灣區鞭金樂團的音樂錄影帶，也在1995年1月無預警的宣告停播。此後，美國鞭擊金屬的發展面臨限制（除了相關的子流派，如死亡金屬和黑金屬），流通管道剩下廣播節目、郵購目錄、口耳相傳和當時仍不發達的網際網路。
在灣區鞭擊金屬的所有樂團中，金屬製品儘管曾發生酗酒、內部衝突和貝斯手輪替的問題，但仍保持了穩定發片和巡演的活躍狀態，成功打進主流音樂市場，即使重金屬音樂和80年代的金屬風格開始被大眾忽視，他們至今仍在每次發行專輯時都能奪下告示牌二百強專輯榜冠軍。在「鞭擊金屬四巨頭」中，金屬製品是唯一一個沒參加諸神之戰巡演的四巨頭。諸神之戰巡演結束之後，金屬製品與槍與玫瑰和再無信仰進行了連續兩次巡迴演出，以宣傳他們自己的第五張專輯《金屬製品》，俗稱「黑色專輯」。這張專輯被認為是他們脫離鞭擊金屬的轉折點，展現出偏向傳統重金屬的音樂方向。並且在第六張專輯《子彈上膛》和第七張專輯《重新裝彈》中，他們背離了資深樂迷的喜好，將鞭擊金屬劇烈改變為迎合大眾口味的硬式搖滾和另類搖滾。基於唱片銷售在早期是音樂成功的一個要素，2000年4月，樂團控告對等網路檔案分享公司Napster，引起新聞界和樂迷更大的爭議討論。自從1991年3月1日尼爾森唱片市場調查系統建置以來，《金屬製品》已經認證是歷來最暢銷的專輯之一。金屬製品累積的唱片銷量使他們成為第三大商業成功的重金屬樂團（齊柏林飛船排名第一，AC/DC排名第二），同時也是史上最暢銷的鞭擊金屬樂團。金屬製品也是音樂史上最暢銷的音樂家之一，在全世界賣出超過1億2000萬張專輯。

## 復甦
2001年8月，灣區鞭擊金屬樂團齊聚一堂，共同舉辦了募款演唱會鞭金悍將，來幫助聖約罹患癌症的主唱查克·比利、以及罹患神經膠質瘤的「死亡金屬之父」查克·舒爾迪那（死神的主唱）。雖然死神是佛羅里達州的樂團，但在1980年代時，查克·舒爾迪那將死神搬到舊金山灣區，並在當地重新招募了陣容。那次演出包括極惡暴徒的黃金陣容（但機械頭的羅柏·費林缺席）、死亡天使、異類、禁令樂團（以原本的團名禁令惡魔現身）、炭疽、攻擊、死亡衝鋒隊和出埃及。查克·舒爾迪那在4個月後不敵病魔逝世，出埃及主唱保羅·巴洛夫次年因中風過世。不過聖約主唱查克·比利戰勝了病魔，繼續擔任著主唱。
死亡天使和異類由於募款演唱會的團聚，進而重組、改革和錄製新專輯。而當時正處於中止活動的出埃及，在保羅·巴洛夫去世後找來他們80年代的主唱史提夫·索薩重新加入樂團，在2004年發行了新專輯《詛咒節奏》。 2005年7月9日，鞭金悍將的續篇抗癌鞭金悍將舉行，參加演出的包括聖約、爆衝火箭與死亡天使吉他手泰德·亞吉拉爾加入的鬼兔。直到2007年，癱瘓的傑夫·貝契拉擺脫毒品和酒精的麻痺，重組了附魔者，由虐待狂傾向的成員支援。新的附魔者在2007年德國瓦肯音樂祭登台，傑夫·貝契拉坐在輪椅上擔任主唱。
2008年，許多樂迷看作是灣區鞭擊金屬復甦的一年，隨著金屬製品發行回歸鞭金核心的《致命吸引力》、死亡天使復出後的《殺戮季節》、聖約的《大軍殲滅》，還有出埃及以羅布·杜克斯、李·阿爾特斯、蓋瑞·霍特、傑克·吉布森和湯姆·亨廷的陣容復出，並重新錄製了1985年首次亮相的《歃血為盟》。1989年解散的盲目幻覺則在2009年也重組復出。

## 值得注意的場地

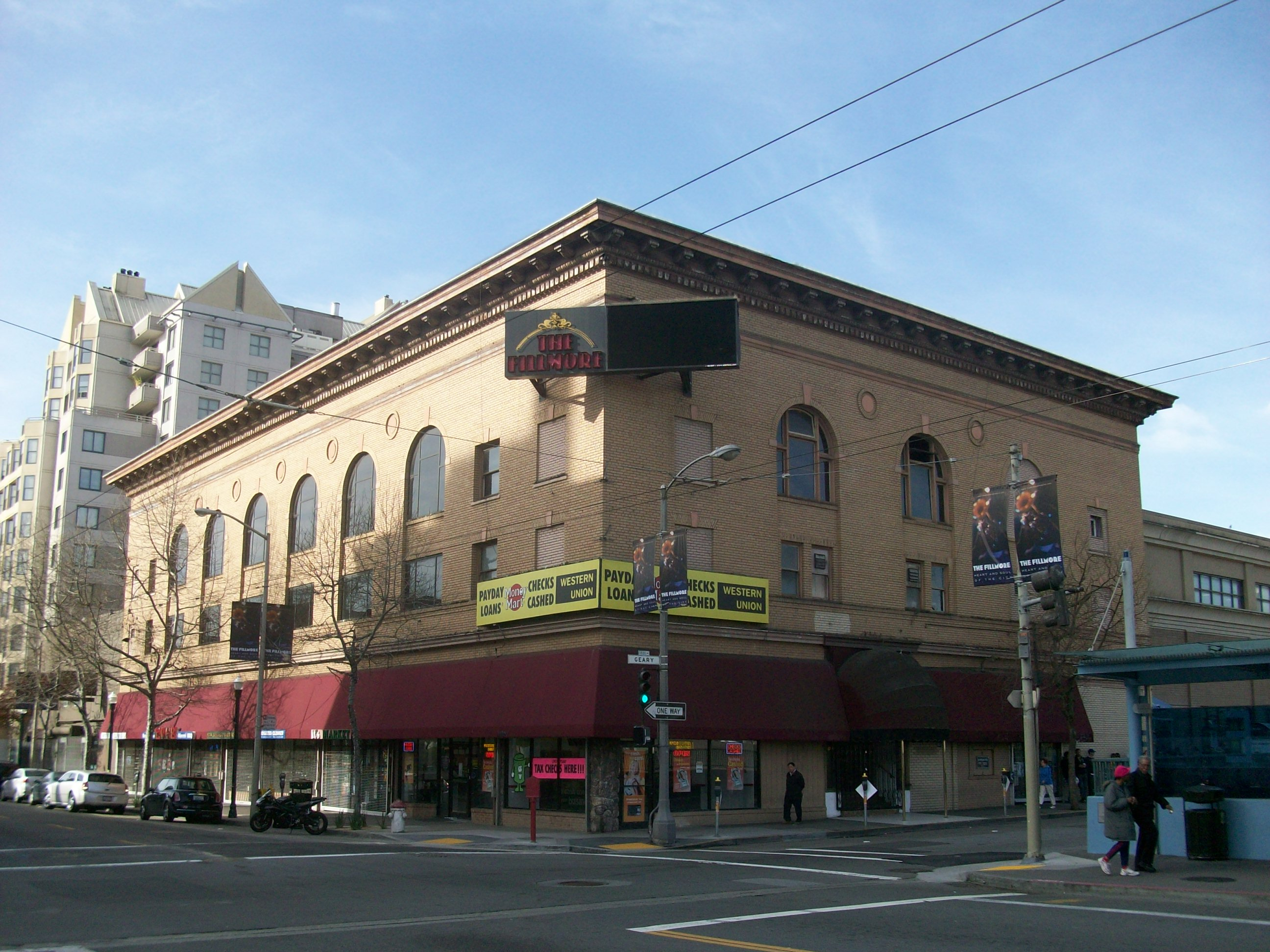
2010年，舊金山的費爾摩禮堂。

舊金山費爾摩禮堂
- 出埃及（英语：Exodus (American band)），1989年7月14日（現場專輯《暴力的樂趣（英语：Good Friendly Violent Fun）》錄製的地點）。
- 聖約，1995年（現場專輯《費爾摩禮堂現場演唱會（英语：Live at the Fillmore (Testament album)）》錄製的地點）。
- 金屬製品，2003年及2011年。

舊金山歌舞伎劇院
- 金屬製品，1985年3月15日[65]。
- 麥加帝斯，1985年5月31日[66]。

柏克萊拱心石音樂廳
麥加帝斯與超級殺手，1984年4月15日。
柏克萊魯絲酒館
除了許多龐克搖滾樂團之外，魯絲酒館在1983年至1987年間也是金屬製品、麥加帝斯、超級殺手、死神、出埃及、附魔者和死亡天使早期最主要的表演場地之一。克利夫·伯頓也經常來這裡觀看演唱會。2002年，魯絲酒館改建為餐廳。2006年12月31日，魯絲酒館的老闆韋斯·羅賓森逝世，享壽77歲。
韋斯·羅賓森出生於德克薩斯州，後來搬到加州。他看過非常多爵士樂的表演，並且認識了約翰·柯川和菲羅·桑德斯等音樂家。1970年代時，爵士樂朝向商業主義發展，對此感到震驚的韋斯·羅賓森便開始將焦點轉移至硬核龐克（當時硬核龐克才剛開始在灣區盛行），他在聖巴勃羅大道上開設了魯絲酒館，提供給這些樂團表演。到了1980年代，韋斯·羅賓森開始對當地的重金屬、鞭擊金屬和死亡金屬樂團感興趣，許多極具影響力的樂團都在他的場地表演過。在《柏克萊星球報》的一篇專欄文章中。世人之所以記得韋斯·羅賓森，是因為他「專注於音樂的新鮮感和獨創性，而不是音樂家的激情、或是商業上的吸引力」。
舊金山石頭音樂廳
克利夫·伯頓在加入金屬製品後的第一場演出，便是在石頭音樂廳，該場地後來成為鞭擊金屬的熱門場所，包括麥加帝斯也在此演出過。
舊金山沃菲爾德劇院
- 超級殺手，2001年12月7日，（現場專輯《沃菲爾德劇院之戰（英语：War at the Warfield）》錄製的地點）。

奧克蘭全方位會館
- 聖約與極惡暴徒（英语：Vio-lence），1989年8月18日。
- 死亡天使，1989年11月3日。
- 死神（英语：Death (metal band)），1990年3月30日。

## 值得注意的樂團
| 樂團         | 舊金山灣區的城市: | 組建年份               | 來源   |
| ------------ | ----------------- | ---------------------- | ------ |
| 態度矯正     | 核桃溪            | 1983年                 | [ 74 ] |
| 驗屍人       | 康科德            | 1987年                 |        |
| 盲目幻覺     | 愛索布倫鎮        | 1979年                 | [ 75 ] |
| 死亡天使     | 康科德            | 1982年                 | [ 76 ] |
| 生存聖戰     | 奧克蘭            | 1985年                 | [ 77 ] |
| 瘟疫         | 帕羅奧圖          | 1987年                 |        |
| 出埃及       | 柏克萊            | 1979年                 | [ 78 ] |
| 禁令樂團     | 費利蒙            | 1985年                 | [ 79 ] |
| 異類         | 奧克蘭            | 1984年                 |        |
| 海克斯       | 舊金山            | 1983年                 | [ 80 ] |
| 爆衝火箭     | 柏克萊            | 1982年                 | [ 81 ] |
| 金屬製品     | 艾爾賽里托        | 1981年；1983年搬至灣區 | [ 82 ] |
| 莫德雷德     | 舊金山            | 1984年                 |        |
| 附魔者       | 愛索布倫鎮        | 1983年                 |        |
| 攻擊         | 安提阿克          | 1984年                 | [ 83 ] |
| 聖約         | 柏克萊            | 1983年                 | [ 84 ] |
| 創傷         | 舊金山            | 1981年                 |        |
| 尤利西斯賽蓮 | 舊金山            | 1985年                 | [ 85 ] |
| 極惡暴徒     | 奧克蘭            | 1985年                 | [ 86 ] |